# Ana Richa
Ana Maria Richa Madeiros, née le 3 décembre 1986 à Rio de Janeiro, est une joueuse brésilienne de beach-volley et de volley-ball.

## Palmarès
- Jeux panaméricains
  -  Médaille de bronze en beach-volley en 2003 à Saint-Domingue avec Larissa França